# Zemitrella fallax
Zemitrella fallax ist eine Meeresschneckenart aus der Familie der Täubchenschnecken (Columbellidae).

## Beschreibung
Die Art wurde anhand des Gehäuses beschrieben, Merkmale des Weichkörpers sind nicht angegeben. Die Länge der Schale beträgt 3 mm, ihr Durchmesser 1,5 mm. Sie ist in Seitenansicht langgestreckt eiförmig, ihre Oberfläche glatt. Die Färbung umfasst hell goldgelbe und braune variable Zeichnungselemente auf weißem Grund. Das Gehäuse besitzt viereinhalb Umgänge, unter Einschluss eines Protoconch von eineinhalb Umgängen, die Mündung etwa von halber Gehäusehöhe. Die Lippe der Mündung ist glatt und etwas verdickt, aber nicht erweitert, mit einer flachen Vertiefung entlang der Spindelwand. Ähnlich und vermutlich nahe verwandt ist Zemitrella stephanophora.

## Verbreitung
Diese Meeresart ist in Neuseeland endemisch und kommt vor der Nordinsel, südlich bis zur Māhia Peninsula vor. Typlokalität ist die Tom Bowling Bay an der Nordspitze der Nordinsel, wo das leere Gehäuse in Muschelsand gefunden wurde. Die meisten Fundnachweise bis heute betreffen leere Gehäuse. Lebende Tiere wurden zum Beispiel gefunden in der Brandungszone an der Küste vor den Waitākere Ranges westlich Auckland (Westküste der Nordinsel). Dies ist gleichzeitig der südlichste Nachweis an der Westküste. Funde leerer Gehäuse gibt es unter anderen auch von der Küste von Cuvier Island vor der Ostküste.

## Taxonomie und Systematik
Die Gattung Zemitrella umfasst gut 30 Arten mit weiter Verbreitung im Pazifischen und Indischen Ozean, mit einer Art bis in den Atlantik. Die Küste Neuseelands ist artenreich besiedelt. Die Art wurde 1940 durch den neuseeländischen Malakologen Arthur William Baden Powell (1901–1987) erstbeschrieben.